# Mohammed Rajab
Mohammed Abdallah Rajab (ur. 3 lutego 1985 w Dar es Salaam) – tanzański piłkarz występujący na pozycji napastnika.

## Kariera klubowa
Rajab karierę rozpoczynał w 2003 roku w zespole Simba SC. W tym samym roku, a także w 2005 zdobył z nim mistrzostwo Tanzanii. W 2007 roku wyjechał do Danii, by grać w tamtejszym klubie Aalborg BK. W 2008 roku wywalczył z nim mistrzostwo Danii. Przez 2 lata w barwach Aalborga nie rozegrał żadnego spotkania.
W 2009 roku Rajab odszedł do szwedzkiego zespołu Vasalunds IF z Superettan. W tym samym roku spadł z nim do Division 1. Następnie grał w innych szwedzkich klubach takich jak: Assyriska FF (2014), Arameisk-Syrianska IF (2014), Qaran IKF (2015) i FC Kilimanjaro (2016). W 2017 roku wrócił do Tanzanii i przez sezon grał we Friend Rangers FC. W 2018 roku zakończył w nim swoją karierę.

## Kariera reprezentacyjna
W reprezentacji Tanzanii Rajab zadebiutował w 2002 roku. Do 2011 roku rozegrał w niej 18 meczów i strzelił 5 goli.